# Lago Cecret
Lago Cecret (em inglês:  Cecret Lake) é um pequeno lago alpino localizado na cordilheira Wasatch, próximo da cidade de Alta, no estado americano de Utah.  Ela faz parte do Wasatch National Forest. Não se sabe porque o lago possui no nome a letra C envés da letra S (Da palavra Secret em inglês. Suponha-se que o nome teha sido dado por um mineiro que trabalhava na região.
O Lago pode ser acessado no verão através de trilhas do Little Cottonwood Canyon, o lago é cercado por quartzo. O Cecret Lake é cercado pelas cidades de Alta e Snowbird, que possui uma estação de esqui.
O Cecret Lake também garante boa parte do reservatório de água da região metropolitana de Salt Lake City